# Елевтериос Венизелос
 Тази статия е за гръцкия политик.  За улицата в Драма, кръстена на него вижте Елевтериос Венизелос (улица в Драма).  
Елевтериос Венизелос (на гръцки: Ελευθέριος Βενιζέλος) е гръцки политик и държавник, виден лидер на гръцкото националноосвободително движение. Роден е на 23 август 1864 г. в село Мурниес, остров Крит. Умира на 18 март 1936 г. в Париж, Франция. Бил е министър-председател на Гърция 8 пъти (6 октомври 1910 – 25 февруари 1915; 10 август – 24 септември 1915; 19 септември 1916 – 27 юни 1917; 27 юни 1917 – 17 ноември 1920; 24 януари – 19 февруари 1924; 4 юли 1928 – 26 май 1932; 5 юни – 4 ноември 1932; 16 януари – 6 март 1933). Основател и лидер на Либералната партия. Известен е с приноса си към разширяването на Гърция и насърчаването на либерално-демократичните политики. Венизелос има дълбоко влияние върху вътрешните и външните работи на Гърция, заради това често е определян като „създателят на съвременна Гърция“.

## Биография
Роден е в западната част на о. Крит, близо до Ханя. По това време Крит все още е турско владение. Завършва право в Атина през 1886 г. и започва работа като адвокат в адвокатска кантора „Моацос“ в Ханя. За кратко време работи като помощник-апелативен съдия, но напуска. През 1888 г. заедно с Константинос Фумис, Х. Пологеоргакис и И. Моацос започва издаването на вестник „Левка ори“.
През 1891 година се жени за Мария Кателузу и се установяват в Ханя. Раждат им се две деца – Кириакос и Софоклис, но Мария умира при раждането на втория им син Софоклис през 1894 г. Софоклис Венизелос става известен гръцки политик като баща си и през 40-те и 50-те години на XX век на три пъти е премиер на Гърция.
След поражение на парламентарните избори през 1920 г. Венизелос заминава в доброволно изгнание в Париж. На следващата година сключва втория си брак с богатата Елена Скилици. Живее между Гърция и Париж до 1927, след което се завръща окончателно в Гърция и към политическия живот.
На 6 юни 1934 в Атина е извършено неуспешно покушение срещу него. На 12 март 1935 г. напуска Гърция и се установява отново в Париж. Умира след година на 18 март. Тялото му е докарано в Гърция с броненосеца „Кундуриотис“. Правителството забранява да бъде погребан в Атина, защото се опасява от безредици. Погребан е на полуостров Акротири, близо до гр. Ханя, на о. Крит.

## Политическа кариера

### Независимост на Крит
Участието му в политиката започва, като се включва в борбата на Крит за независимост. През пролетта на 1889 г. е избран за депутат в Критския парламент, но след разтурянето му от турците напуска Крит и се установява в Атина. Връща се на Крит през следващата година след амнистия.
През 1896 г. на о-в Крит избухва въстание. Венизелос е един от неговите ръководители. Участва в Събранието на въстаниците в Камбос (19 август 1896). На следващата година въстаниците обявяват обединение с Гърция и изпращат възвание до Великите сили (21 януари 1897). На второто въстаническо събрание (12 юли 1897) е избран за президент на критската автономия. Крит получава автономия.
През октомври 1898 г. Е. Венизелос е избран за член на Изпълнителния комитет на автономията с председател Й. Сфакиянакис. Същата година е избран за член на комисията по съставяне на Конституция на автономията, за наблюдател е обявен принц Георги Гръцки. На 25 януари 1899 г. е избран за депутат в Учредителното събрание, а на 17 април същата година – за министър на правосъдието. През 1901 г. принц Георги уволнява Венизелос.
През 1905 г. под ръководството на Е. Венизелос избухва въстанието в Терисо, което не е подкрепено от Гърция и Великите сили. Участва в политическия живот на Крит и води борба с привържениците на принц Георги.
През 1908 г. отново избухва въстание, след което е обявено обединяването на о. Крит с Гърция. Венизелос става министър на правосъдието. Великите сили признават обединението. На следващата година международните войски напускат о. Крит. Продължава двувластието. На 18 декември същата година е поканен за съветник на Военната лига. През 1910 г. Венизелос е избран за депутат, а по-късно – за председател на Критския парламент, а на 2 май същата година за министър-председател на Критското правителство. Основава Либералната партия. На 6 октомври двувластието е отменено и Венизелос полага клетва като министър-председател на Гърция.

### Лидер на Либералната партия и министър-председател на Гърция
През 1911 г. Либералната партия печели парламентарните избори. Приета е нова Конституция на страната. Венизелос участва дейно в политическите събития по време на Балканската, Междусъюзническата и Първата световна война. Три пъти е министър-председател в периода 1910 – 1920 г. Участва в подписването на договорите в Лондон (1913), Букурещ (1913), Ньой (1919) и Шеврон (1920). На Мирния конгрес в Париж през 1919 г. представя „Меморандум за правата на Гърция“, чрез който иска Гърция да получи Западна Тракия и Родопите до р. Арда, Одринска (Източна) Тракия до Чаталджа и Галиполи, но същевременно прави и намек за тях, Западна Мала Азия и всички Егейски острови. Подкрепя създаването на независима Армения. Произнася остра обвинителна реч срещу България, като главен виновник за всички балкански противоречия . Меморандумът е публикуван от Американо-гръцкото общество в Ню Йорк през 1919 г. на английски език.
През 1920 г. Либералната партия губи парламентарните избори и Венизелос заминава за Париж, Франция. По време на Гръцко-турската война (1920 – 1922) е във Франция. Гърция губи войната и Венизелос се завръща в страната. След малоазийската катастрофа участва в Лозанската конференция и подписва мирния договор с Турция от 1923 г.
През 1924 г. печели парламентарните избори и отново е министър-председател. По-късно подава оставка и отново заминава в Париж, където превежда Тукидид на френски език. По време на диктатурата на Теодорос Пангалос (1925 – 1926) живее във Франция.
Завръща се през 1927 г. и през следващата година Либералната партия печели парламентарните избори и съставя правителство. Министър-председател е през периода 1928 – 1932 г. През този период са учредени Националната банка на Гърция, Земеделската банка, създаден е Държавният съвет, Националният театър, построени са около 3000 училища, подписани са договори за мир и дружба с Италия, Югославия и Турция.
През 1932 г. Венизелос подава оставка. На последвалите парламентарни избори Либералната партия губи. През 1933 г. Е. Венизелос съставя поредното си правителство, което просъществува кратко. Либералната партия губи отново изборите през 1934 г. На 6 юни същата година в Атина е извършено неуспешно покушение срещу него. Умира на 18 март 1936 г. в Париж.